# Escudo de Segovia
El escudo de Segovia es el símbolo más importante de esta ciudad y su alfoz, situados en Castilla y León, España. 

## Descripción
El escudo de la Ciudad de Segovia, tiene su más antigua representación, en un sello de cera, fechado en el año 1273, y conservado en el archivo de la Catedral de Segovia, según el libro de José Antonio Ruiz  Hernando, "La Ciudad de Segovia"
El Escudo de la Muy Noble y Muy Leal Ciudad de Segovia, se regula en el Anexo I del Reglamento de Protocolo, Honores y Distinciones, publicado en el Boletín Oficial de la Provincia de Segovia del día 15 de abril de 2011.
https://www.dipsegovia.es/documents/39512/a6404086-e391-829f-a629-70ee95e7870a Pág. 18

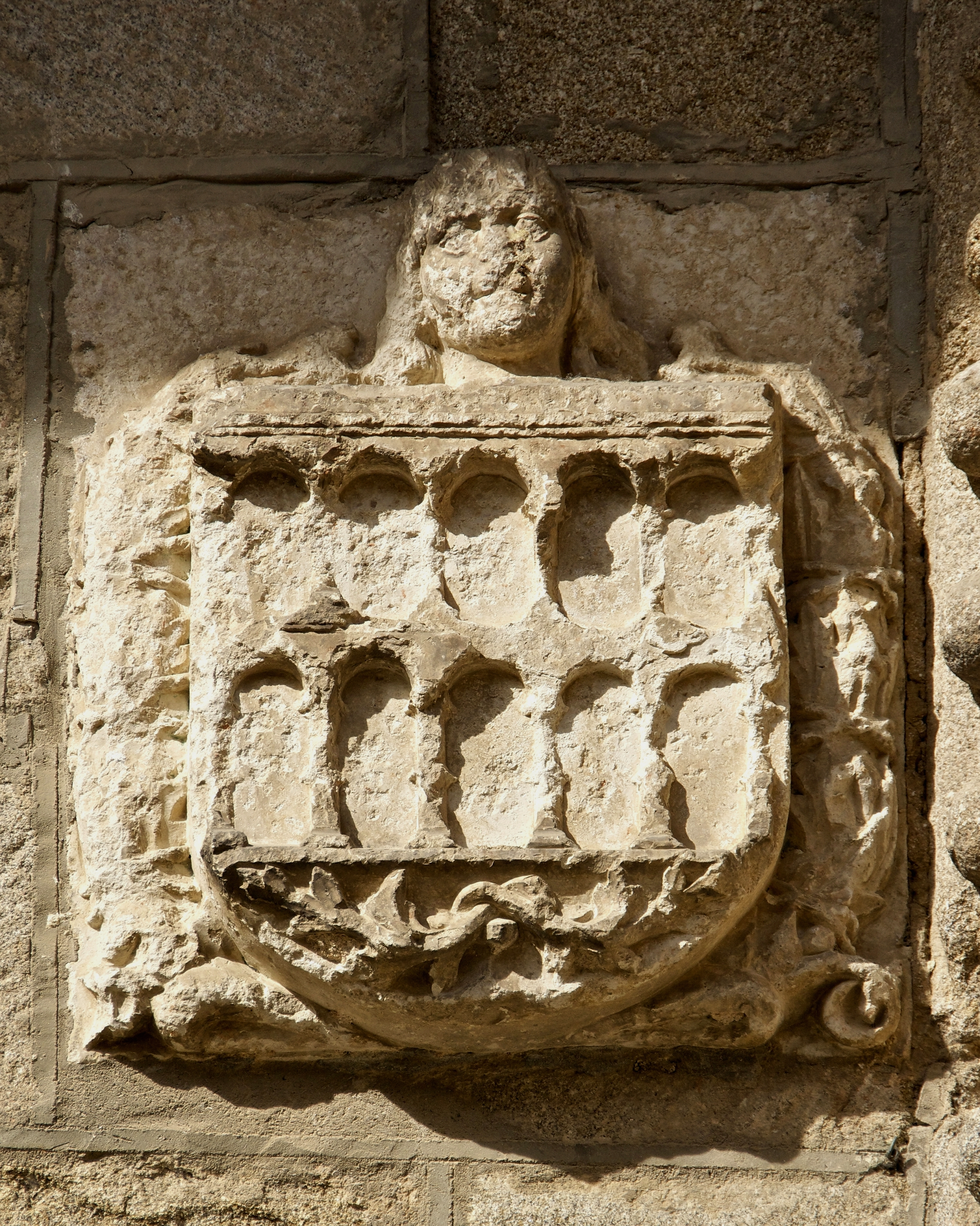
Relieve del escudo en la Alhondiga de Segovia

«El Escudo de la Ciudad lo es de forma española, perfilado de oro, con forma rectangular, cuadrilongo y redondeado en su parte inferior, de azur con un acueducto de plata de dos órdenes, mazonado de sable y sumado de una cabeza humana al natural, puesto sobre peñas de los mismo. Timbrado de la Corona Real española, sin otro ornamento exterior.»
Boletín Oficial de la Provincia de Segovia nº 45/2011

## Historia y significado

### Símbolos

#### Acueducto
Principal e inmemorial símbolo, representa al Acueducto Romano de Segovia.

#### Mujer
La pieza es el terreno recién reconquistado en la reconquista que ejercía de frontera siendo liderado y repoblado entre otras villas y ciudades por Segovia y su alfoz.

#### Corona
Timbrado con la Corona Real española representa la actual monarquía constitucional española y aunque ya aparece en algunas representaciones con corona en la Edad Media la actual es de muy reciente adopción.

#### Escudo de la Comunidad de la Ciudad y Tierra de Segovia.
Este símbolo es incorporado también en la Edad Media y constaba inicialmente de 13 piedras bajo el acueducto que representaban los 13 sexmos de la Comunidad de Ciudad y Tierra de Segovia, posteriormente después de que Madrid arrebatara a Segovia los sexmos de Tajuña, Manzanares y Valdemoro estas pasaron a ser 10. Mantiene la cabeza de la Extremadura castellana.

## Presencia

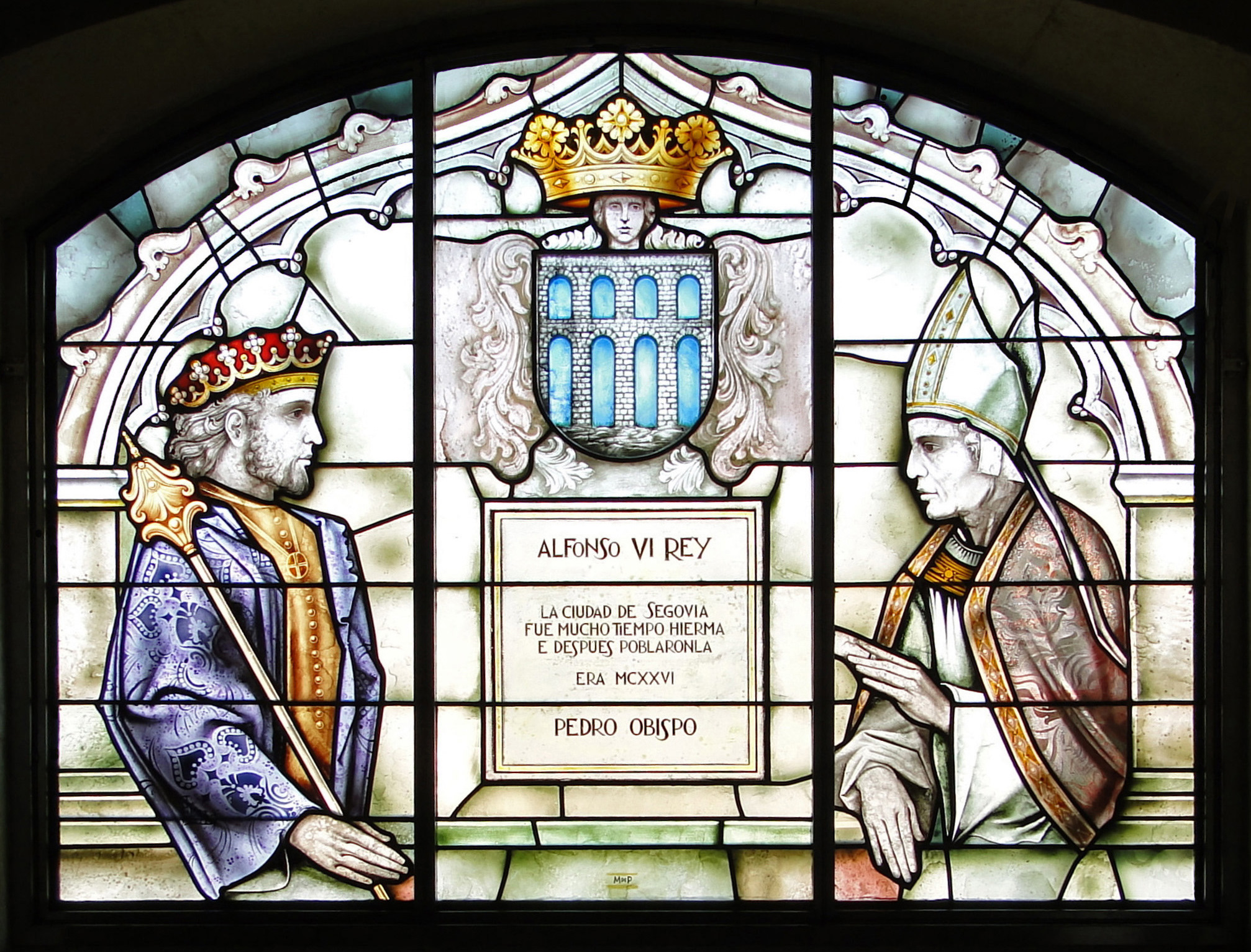
Escudo en una vidriera del Alcázar de Segovia

El escudo de Segovia se encuentra presente en múltiples escudos de la Provincia de Segovia y de la Comunidad de Madrid, así como  de otras entidades que guardan gran relación con Segovia, algunos conservan las piedras de los sexmos.
Son algunos ejemplos:

Escudo de la provincia de Segovia
Escudo de la provincia de Madrid hasta 1983
Escudo de Navalcarnero (Madrid)
Escudo de Valmojado (Toledo)
Escudo de armas del PCMASA 2
Escudo de Carbonero el Mayor (Segovia)

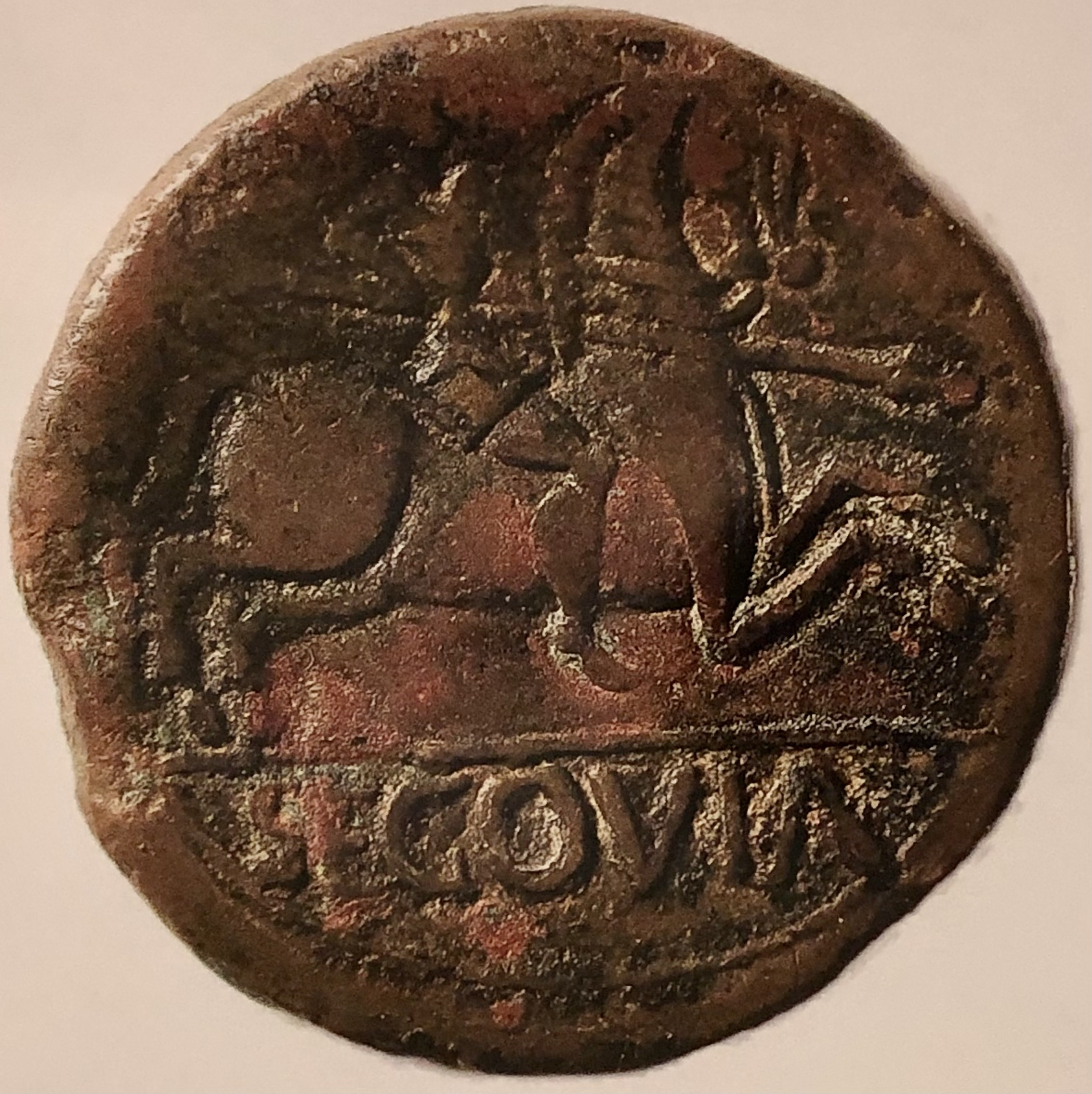
As de Segovia, representación de la ciudad previa al escudo

## Antes del escudo

### As de Segovia
El conocido como As de Segovia es una moneda romana del siglo I a. C., en la que se documenta por primera vez el nombre de Segovia. Esta muestra un jinete con una lanza y debajo del mismo aparece la inscripción SEGOVIA.
Este jinete con una lanza es la simbología más antigua conocida que represente a Segovia y data de poco tiempo antes de la edificación del acueducto.